# Atletismo nos Jogos Mundiais Militares de 2011 - Revezamento 4x400 m masculino
A disputa do revezamento 4x400m masculino nos Jogos Mundiais Militares de 2011 foi realizada nos dias 22 e 23 de julho no Estádio Olímpico João Havelange. 

## Medalhistas
|  | POL Polônia                                                         |  | KEN Quênia                                             |  | IND Índia                                                                    |
|  | Piotr Klimczak Daniel Dąbrowski Kacper Kozłowski Marcin Marciniszyn |  | Kipkemboi Soi Jonathan Kibet Geoffrey Matum Mark Mutai |  | Riju Kallammarukunnal Premanand Jayakumar Mortaja Shake Kunhu Puthenpurakkal |

## Semifinais

### Semifinal 1
| Pos. | Raia | País                  | Atletas                                                                      | Tempo   | Notas |
| ---- | ---- | --------------------- | ---------------------------------------------------------------------------- | ------- | ----- |
| 1    | 7    | KEN Quênia            | Kipkemboi Soi Jonathan Kibet Geoffrey Matum Mark Mutai                       | 3:06.98 | Q     |
| 2    | 8    | ALG Argélia           | Tini Ali Houcine Lemmalda Elarba Laroui Miloud Rahmani                       | 3:10.51 | Q     |
| 3    | 2    | IND Índia             | Riju Kallammarukunnal Premanand Jayakumar Mortaja Shake Kunhu Puthenpurakkal | 3:10.53 | Q     |
| 4    | 4    | TRI Trinidad e Tobago | Quiney Roberts Deverne Charles Jonathan James Damont David                   | 3:11.56 | q     |
| 5    | 3    | JAM Jamaica           | Aaron Bleary Miguel Barton Richard Robinson Shawn Anderson                   | 3:12.20 |       |
| 6    | 5    | SUI Suíça             | Fausto Santini Jan Hochstrasser Mario Bachtiger Philipp Weissenberger        | 3:14.20 |       |
| —    | 6    | BRA Brasil            | Thiago Sales Raphael Fernandes Lutimar Paes Fabiano Peçanha                  | DNF     |       |
| —    | 1    | FRA França            |                                                                              | DNS     |       |

### Semifinal 2
| Pos. | Raia | País                     | Atletas                                                                                   | Tempo   | Notas |
| ---- | ---- | ------------------------ | ----------------------------------------------------------------------------------------- | ------- | ----- |
| 1    | 5    | KSA Arábia Saudita       | Ismail Alsibyani Mohammed Albishi Hamed Albishi Mohammed Abdulaliz                        | 3:06.79 | Q     |
| 2    | 4    | POL Polônia              | Daniel Dąbrowski Piotr Klimczak Kacper Kozłowski Marcin Marciniszyn                       | 3:11.07 | Q     |
| 3    | 3    | COL Colômbia             | William Vera Camargo Andres Martínez Padilla Omar Estrada Hernández Jhon Sinisterra Motta | 3:11.48 |       |
| 4    | 6    | SRI Sri Lanka            | Prasanna Amarasekara Rohitha Pushpakumara Deepal Mudunegedara Kasun Senevirathna          | 3:12.99 |       |
| 5    | 2    | VEN Venezuela            | Diego Rivas Victor Solarte Jermaine Chirinos Wiulmar Valor                                | 3:13.56 |       |
| 6    | 1    | INA Indonésia            | Yosef Roni Sumarsono Sakeh Harianto Harianto Anton Dwi Cahyo                              | 3:28.78 |       |
| 7    | 8    | DOM República Dominicana |                                                                                           | DNS     |       |
| 8    | 7    | IRI Irã                  |                                                                                           | DNS     |       |

## Final
| Pos.              | Raia | País                  | Atletas                                                                                   | Tempo   | Notas |
| ----------------- | ---- | --------------------- | ----------------------------------------------------------------------------------------- | ------- | ----- |
| Medalha de ouro   | 3    | POL Polônia           | Piotr Klimczak Daniel Dąbrowski Kacper Kozłowski Marcin Marciniszyn                       | 3:04.55 |       |
| Medalha de prata  | 5    | KEN Quênia            | Kipkemboi Soi Jonathan Kibet Geoffrey Matum Mark Mutai                                    | 3:07.87 |       |
| Medalha de bronze | 8    | IND Índia             | Riju Kallammarukunnal Premanand Jayakumar Mortaja Shake Kunhu Puthenpurakkal              | 3:08.31 |       |
| 4                 | 6    | ALG Argélia           | Tini Ali Houcine Lemmalda Elarba Laroui Miloud Rahmani                                    | 3:08.36 |       |
| 5                 | 1    | TRI Trinidad e Tobago | Quiney Roberts Deverne Charles Jonathan James Damont David                                | 3:10.65 |       |
| 6                 | 2    | JAM Jamaica           | Aaron Bleary Claon Hall Miguel Barton Marlon Robinson                                     | 3:10.87 |       |
| 7                 | 7    | COL Colômbia          | William Vera Camargo Andres Martínez Padilla Omar Estrada Hernández Jhon Sinisterra Motta | 3:13.47 |       |
| —                 | 4    | KSA Arábia Saudita    | Ismail Alsibyani Mohammed Albishi Hamed Albishi Mohammed Abdulaliz                        | DNF     |       |

Legenda
| Recorde mundial      | Recorde mundial (World record)               |                       | Recorde africano                      | Recorde africano (African) |                                           | Q | Classificado por posição (Qualified) |
| Recorde militar      | Recorde dos Jogos Mundiais Militares         | Recorde da América    | Recorde da América (Americas)         | q                          | Classificado por melhor tempo (Qualified) |   |                                      |
| Melhor marca do ano  | Melhor marca do ano (World leading)          | Recorde asiático      | Recorde asiático (Asian)              | DNS                        | Não largou (Did not start)                |   |                                      |
| Recorde nacional     | Recorde nacional (National record)           | Recorde europeu       | Recorde europeu (European)            | DNF                        | Não terminou (Did not finish)             |   |                                      |
| Recorde pessoal      | Recorde pessoal do atleta (Personal best)    | Recorde da Oceania    | Recorde da Oceania (Oceania)          | DSQ / DQ                   | Desclassificado (Disqualified)            |   |                                      |
| Recorde da temporada | Recorde da temporada do atleta (Season best) | Recorde sul-americano | Recorde sul-americano (South America) | NM                         | Sem marca (No mark)                       |   |                                      |